# Deutsche Leichtathletik-Meisterschaften 1997/Resultate
Der Hauptteil der Wettbewerbe bei den 97. Deutschen Leichtathletik-Meisterschaften wurde vom 27. bis zum 29. Juni 1997 in Frankfurt am Main ausgetragen.
In der hier vorliegenden Auflistung werden die in den verschiedenen Wettbewerben jeweils ersten acht platzierten Leichtathletinnen und Leichtathleten aufgeführt. Eine Übersicht mit den Medaillengewinnerinnen und -gewinnern sowie einigen Anmerkungen zu den Meisterschaften findet sich unter dem Link Deutsche Leichtathletik-Meisterschaften 1997.
Wie immer gab es zahlreiche Disziplinen, die zu anderen Terminen an anderen Orten stattfanden – in den folgenden Übersichten jeweils konkret benannt.

## Meisterschaftsresultate Männer

### 100 m
| Platz | Athlet, Verein                                 | Zeit (s) |
| ----- | ---------------------------------------------- | -------- |
| 1     | Marc Blume (TV Wattenscheid 01)                | 10,46    |
| 2     | Holger Blume (TV Wattenscheid 01)              | 10,48    |
| 3     | Patrick Weimer (MTG Mannheim)                  | 10,54    |
| 4     | Uwe Eisenbeis (LC Rehlingen)                   | 10,55    |
| 5     | Eduard Martin (SG Ludwigsburg)                 | 10,57    |
| 6     | Patrick Schneider (SV Salamander Kornwestheim) | 10,59    |
| 7     | Andreas Ruth (LC Rehlingen)                    | 10,62    |
| 8     | Guido Kluth (TSV Bayer 04 Leverkusen)          | 10,63    |

Datum: 28. Juni
Wind: −1,1 m/s

### 200 m
| Platz | Athlet, Verein                           | Zeit (s) |
| ----- | ---------------------------------------- | -------- |
| 1     | Marc Blume (TV Wattenscheid 01)          | 20,97    |
| 2     | Daniel Bittner (TSV Bayer 04 Leverkusen) | 21,01    |
| 3     | Andreas Ruth (LC Rehlingen)              | 21,13    |
| 4     | Guido Kluth (TSV Bayer 04 Leverkusen)    | 21,15    |
| 5     | Robert Kurnicki (TV Wattenscheid 01)     | 21,22    |
| 6     | Manuel Milde (LG Nike Berlin)            | 21,32    |
| 7     | Christian Geiser (Eintracht Frankfurt)   | 21,48    |
| DNF   | Alexander Lack (Hannover 96)             |          |

Datum: 29. Juni
Wind: −0,7 m/s

### 400 m
| Platz | Athlet, Verein                                     | Zeit (s) |
| ----- | -------------------------------------------------- | -------- |
| 1     | Jens Dautzenberg (Alemannia Aachen)                | 45,97    |
| 2     | Daniel Bittner (TSV Bayer 04 Leverkusen)           | 46,15    |
| 3     | Carlos Gachanja (SV Marburg)                       | 46,45    |
| 4     | Julian Voelkel (TSV Bayer 04 Leverkusen)           | 46,53    |
| 5     | Alexander Müller (LAC Halensee Berlin)             | 46,64    |
| 6     | Klaus Ehrnsperger (LG Bonn/Troisdorf/Niederkassel) | 46,68    |
| 7     | Andreas Hein (LG Wetzlar)                          | 46,72    |
| 8     | Markus Rau (TSV Bayer 04 Leverkusen)               | 46,82    |

Datum: 28. Juni

### 800 m
| Platz | Athlet, Verein                                | Zeit (min) |
| ----- | --------------------------------------------- | ---------- |
| 1     | Nico Motchebon (LAC Quelle Fürth/München)     | 1:47,49    |
| 2     | Oliver Daum (LAG Mittlere Isar)               | 1:48,54    |
| 3     | Imran Sillah (ART Düsseldorf)                 | 1:48,75    |
| 4     | Darko Leo (LAC Quelle Fürth/München)          | 1:48,88    |
| 5     | Lars Jucken (TuS Köln rrh. 1874)              | 1:48,91    |
| 6     | Felix Leiter (TV Wattenscheid 01)             | 1:49,08    |
| 7     | Benjamin Hetzler (CVJM Dillenburg)            | 1:49,09    |
| 8     | Oliver Poeschl (LAV Bayer Uerdingen/Dormagen) | 1:50,22    |

Datum: 28. Juni

### 1500 m
| Platz | Athlet, Verein                         | Zeit (min) |
| ----- | -------------------------------------- | ---------- |
| 1     | Rüdiger Stenzel (TV Wattenscheid 01)   | 3:39,04    |
| 2     | Torsten Herwig (OSC Berlin)            | 3:43,15    |
| 3     | Steffen Teichmann (OSC Berlin)         | 3:43,33    |
| 4     | Dirk Heinze (LAC Quelle Fürth/München) | 3:44,17    |
| 5     | Thomas Kreutz (LG Nike Berlin)         | 3:44,32    |
| 6     | Oliver Grund (Eintracht Frankfurt)     | 3:44,40    |
| 7     | Christian Güssow (TSV Kronshagen)      | 3:44,50    |
| 8     | Christoph Meyer (LG Braunschweig)      | 3:45,82    |

Datum: 29. Juni

### 5000 m
| Platz | Athlet, Verein                          | Zeit (min) |
| ----- | --------------------------------------- | ---------- |
| 1     | Dieter Baumann (LG Bayer 04 Leverkusen) | 13:19,08   |
| 2     | Michael Fietz (LG Ratio Münster)        | 14:01,99   |
| 3     | Matthias Luck (LG Wedel-Pinneberg)      | 14:03,99   |
| 4     | Jirka Arndt (LG Potsdam)                | 14:06,65   |
| 5     | Sebastian Bürklein (TV Wattenscheid 01) | 14:06,92   |
| 6     | Ralf Dahmen (TSV Bayer 04 Leverkusen)   | 14:06,97   |
| 7     | Ansgar Lenfers (LG Olympia Dortmund)    | 14:06,97   |
| 8     | Carsten Schütz (TV Wattenscheid 01)     | 14:12,01   |

Datum: 28. Juni

### 10.000 m
| Platz | Athlet, Verein                                  | Zeit (min) |
| ----- | ----------------------------------------------- | ---------- |
| 1     | Thorsten Naumann (LAV Bayer Uerdingen/Dormagen) | 28:17,93   |
| 2     | Carsten Eich (LAC Quelle Fürth/München)         | 28:25,51   |
| 3     | Thomas Greger (ABC Ludwigshafen)                | 28:49,02   |
| 4     | Jirka Arndt (LG Potsdam)                        | 28:55,30   |
| 5     | Rainer Wachenbrunner (LG Nike Berlin)           | 28:56,27   |
| 6     | Sebastian Bürklein (TV Wattenscheid 01)         | 29:07,56   |
| 7     | Michael Fietz (LG Ratio Münster)                | 29:18,55   |
| 8     | Jens Karraß (LC Cottbus)                        | 29:25,90   |

Datum: 24. Mai
fand in Osnabrück statt

### Halbmarathon
| Platz | Athlet, Verein                                | Zeit (h) |
| ----- | --------------------------------------------- | -------- |
| 1     | Carsten Eich (LAC Quelle Fürth/München)       | 1:02:56  |
| 2     | Michael Fietz (LG Ratio Münster)              | 1:04:08  |
| 3     | Rainer Wachenbrunner (LG Nike Berlin)         | 1:04:16  |
| 4     | Steffen Dittmann (TuS Solbad Ravensberg)      | 1:04:29  |
| 5     | Dirk Nürnberger (LAC Quelle Fürth/München)    | 1:04:48  |
| 6     | Klaus-Peter Nabein (LAC Quelle Fürth/München) | 1:04:56  |
| 7     | Rainer Huth (LG Braunschweig)                 | 1:05:01  |
| 8     | Steffen Benecke (TSG Bergedorf)               | 1:05:05  |

Datum: 2. März
fand in Neustadt in Holstein statt

### Halbmarathon, Mannschaftswertung
| Platz | Verein, Besetzung                                                                    | Zeit (h) |
| ----- | ------------------------------------------------------------------------------------ | -------- |
| 1     | LAC Quelle Fürth/München (Carsten Eich, Dirk Nürnberger, Klaus-Peter Nabein)         | 3:12:40  |
| 2     | LG Wedel-Pinneberg (André Green, Matthias Luck, Uwe Schimkus)                        | 3:20:07  |
| 3     | LG Braunschweig (Rainer Huth, Mario Burger, Christian Husmann)                       | 3:21:33  |
| 4     | LAV Bayer Uerdingen/Dormagen (Holger Ahrenberg, Roland Emmerich, Martin Czarnietzki) | 3:24:49  |
| 5     | LG Bonn/Troisdorf/Niederkassel (Maximilian Bahn, Oliver Mintzlaff, Gerd Poggenpohl)  | 3:25:41  |
| 6     | TuS Lörrach-Stetten (Max Frei, Post, Andreas Müller)                                 | 3:26:33  |
| 7     | SC DHfK Leipzig (Matthias Körner, Torsten Grube, Kunze)                              | 3:31:01  |
| 8     | LG Kindelsberg Kreuztal (Jens Siebel, Wunderlich, Loos)                              | 3:31:33  |

Datum: 2. März
fand in Neustadt in Holstein statt

### Marathon
| Platz | Athlet, Verein                             | Zeit (h) |
| ----- | ------------------------------------------ | -------- |
| 1     | Dirk Nürnberger (LAC Quelle Fürth/München) | 2:17:14  |
| 2     | Eike Loch (LAC Quelle Fürth/München)       | 2:17:44  |
| 3     | Christoph Melcher (LG Ortenau-Nord)        | 2:23:13  |
| 4     | Wolfgang Koch (LAC Saarlouis)              | 2:24:14  |
| 5     | Kurt Stenzel (LAC Quelle Fürth/München)    | 2:24:38  |
| 6     | Michael Reuel (DJK Armada Würselen)        | 2:27:05  |
| 7     | Carsten Merz (SG Adelsberg)                | 2:27:51  |
| 8     | Michael Sommer (Eichenkreuz Schwaikheim)   | 2:28:31  |

Datum: 4. Mai
fand in Regensburg statt

### Marathon, Mannschaftswertung
| Platz | Verein, Besetzung                                                            | Zeit (h) |
| ----- | ---------------------------------------------------------------------------- | -------- |
| 1     | LAC Quelle Fürth/München (Dirk Nürnberger, Eike Loch, Kurt Stenzel)          | 6:59:36  |
| 2     | DJK Armada Würselen (Michael Reuel, Jörg Achten, Oliver Degenhardt)          | 7:32:19  |
| 3     | TSV Adelberg-Oberberken (Thomas Danzer, Holger Staudenmaier, Martin Hermann) | 7:39:27  |
| 4     | TSV Höchstadt/Aisch (Gerd Betz, Helmut Süß, Josef Schlorhaufer)              | 7:41:12  |
| 5     | TV Geiselhöring 1862 I (Reinhold Hierlmeier, Bernhard Lohmeier, Josef Vogl)  | 7:41:24  |
| 6     | MRRC München (Elmar Bachmann, Hans Forster, Hans Neumeier)                   | 7:54:42  |
| 7     | TV Geiselhöring 1862 II (Anton Gorbunow, Erich Weinzierl, Werner Grill)      | 7:58:22  |
| 8     | TF Feuerbach (Daniel Bartsch, Edmund Schlenker, Jörg Schmidt)                | 7:58:32  |

Datum: 4. Mai
fand in Regensburg statt

### 100-km-Straßenlauf
| Platz | Athlet, Verein                           | Zeit (h) |
| ----- | ---------------------------------------- | -------- |
| 1     | Rainer Müller (LTF Marpingen)            | 6:46:13  |
| 2     | Michael Sommer (Eichenkreuz Schwaikheim) | 6:57:42  |
| 3     | Lutz Aderhold (SSC Hanau-Rodenbach)      | 7:06:15  |
| 4     | Christoph Pfeifer (LG Sieg)              | 7:07:12  |
| 5     | Jörg Hooß (LTF Marpingen)                | 7:16:31  |
| 6     | Heinrich Karlsohn (Lauffreunde Bönen)    | 7:20:54  |
| 7     | Siegfried-Jürgen Seitz (WSV Patersdorf)  | 7:24:12  |
| 8     | Volker Becker-Wirbel (LTF Marpingen)     | 7:24:57  |

Datum: 16. August
fand in Leipzig statt

### 100-km-Straßenlauf, Mannschaftswertung
| Platz | Verein, Besetzung                                                           | Zeit (h) |
| ----- | --------------------------------------------------------------------------- | -------- |
| 1     | LTF Marpingen (Rainer Müller, Jörg Hooß, Volker Becker-Wirbel)              | 21:27:41 |
| 2     | SSC Hanau-Rodenbach (Lutz Aderhold, Stefan Hinze, Helmut Kreiß)             | 24:00:26 |
| 3     | SuS Schalke 96 (Wolfgang Thamm, Ludger Garding, Ingo Damnitz)               | 24:40:16 |
| 4     | TV Lebach (Richard Kallenborn, Ottmar Schwarz, Jürgen Hoffmann)             | 24:40:52 |
| 5     | LG Kapellen-Drusweiler (Bernd Theilmann, Herbert Cuntz, Werner Schuhmacher) | 25:55:54 |
| 6     | SC Riesa (Matthias Gottschlich, Gerald Kühn, Andreas Kopatschek)            | 26:52:49 |
| 7     | SG Elte 1974 (Manfred Neumann, Richard Lüttmann, Volkmar Henke)             | 28:16:19 |
| 8     | LG Nord Berlin (Horst Wodke, Eckart Broy, Karsten Sörensen)                 | 28:28:28 |

Datum: 16. August
fand in Leipzig statt

### 110 m Hürden
| Platz | Athlet, Verein                                 | Zeit (s) |
| ----- | ---------------------------------------------- | -------- |
| 1     | Florian Schwarthoff (LAC Quelle Fürth/München) | 13,23    |
| 2     | Mike Fenner (LG Nike Berlin)                   | 13,31    |
| 3     | Falk Balzer (TuS Jena)                         | 13,40    |
| 4     | Frank Busemann (LG Olympia Dortmund)           | 13,49    |
| 5     | Dietmar Koszewski (LT DSHS Köln)               | 13,67    |
| 6     | Ralf Leberer (SSV Ulm 1846)                    | 13,74    |
| 7     | Bernhard Floder (VfL Kaufering)                | 13,87    |
| DNF   | Claude Edorh (ASV Köln)                        |          |

Datum: 29. Juni
Wind: −0,3 m/s

### 400 m Hürden
| Platz | Athlet, Verein                             | Zeit (s) |
| ----- | ------------------------------------------ | -------- |
| 1     | Steffen Kolb (LG Offenburg)                | 50,50    |
| 2     | Stephan Striezel (TV Wattenscheid 01)      | 50,75    |
| 3     | Thomas Goller (LG Dresdner SC)             | 50,75    |
| 4     | Faliero Graiani (LAC Quelle Fürth/München) | 50,79    |
| 5     | Sebastian Aryee (KSV Kevelaer)             | 50,98    |
| 6     | Stefan Letzelter (USC Mainz)               | 51,44    |
| 7     | Marco Kleinsteuber (LG Olympia Dortmund)   | 51,49    |
| 8     | Jan Schneider (CVJM Siegen)                | 51,85    |

Datum: 28. Juni

### 3000 m Hindernis
| Platz | Athlet, Verein                               | Zeit (min) |
| ----- | -------------------------------------------- | ---------- |
| 1     | Mark Ostendarp (TV Wattenscheid 01)          | 8:35,65    |
| 2     | Martin Strege (Erfurter LAC)                 | 8:36,31    |
| 3     | André Green (LG Wedel-Pinneberg)             | 8:38,09    |
| 4     | Christian Stang (TV Schriesheim)             | 8:39,86    |
| 5     | Steffen Brandis (ASC Darmstadt)              | 8:42,66    |
| 6     | Damian Kallabis (SV Salamander Kornwestheim) | 8:44,62    |
| 7     | Kim Bauermeister (SG Gomaringen/Pliezhausen) | 8:45,29    |
| 8     | Thorsten Witte (MTV Soltau)                  | 8:46,50    |

Datum: 29. Juni

### 4 × 100 m Staffel
| Platz | Verein, Besetzung                                                                                      | Zeit (s) |
| ----- | --- | -------- |
| 1     | TV Wattenscheid 01 I (Alexander Kosenkow, Marc Blume, Holger Blume, André Ernst)                       | 39,51    |
| 2     | TSV Bayer 04 Leverkusen (Tim Tonder, Daniel Bittner, Guido Kluth, Dr. Frank Kobor)                     | 39,77    |
| 3     | LC Rehlingen (Ralf Ruth, Roger Gräber, Andreas Ruth, Uwe Eisenbeis)                                    | 39,92    |
| 4     | TV Wattenscheid 01 II (Rafael Gruszecki, Andre Volkmann, Oliver Seifert, Robert Kurnicki)              | 39,95    |
| 5     | SV Salamander Kornwestheim (Christian Schacht, Patrick Schneider, Marcus Skupin-Alfa, Thorsten Schulz) | 39,98    |
| 6     | LAC Quelle Fürth/München (Jörg Treffer, Jörg Rößler, Jürgen Urban, Jörg Deerberg)                      | 40,03    |
| 7     | Eintracht Frankfurt (Holger Kunz, Alexander Stöckel, Christian Geiser, Florian Gamper)                 | 40,54    |
| DNF   | MTG Mannheim (Andreas Schofer, Jérôme Crews, Patrick Weimer, Hans-Ulrich Mayer)                        |          |

Datum: 28. Juni

### 4 × 400 m Staffel
| Platz | Verein, Besetzung                                                                             | Zeit (min) |
| ----- | --------------------------------------------------------------------------------------------- | ---------- |
| 1     | TSV Bayer 04 Leverkusen I (Daniel Bittner, Markus Rau, Guido Kluth, Julian Voelkel)           | 3:08,74    |
| 2     | LAC Quelle Fürth/München (Faliero Graiani, Norbert Wörlein, Jan Dietrich, Nico Motchebon)     | 3:09,50    |
| 3     | VfL Sindelfingen (Bernd Koschka, Holger Vogelsang, Uli Zimmer, Michael Schwab)                | 3:11,08    |
| 4     | LG Olympia Dortmund (Kremp, Marcel Dornieden, Tobias Schlitzer, Marco Kleinsteuber)           | 3:11,10    |
| 5     | Alemannia Aachen (Andreas Michalewicz, Jens Dautzenberg, Dirk Dautzenberg, Alexander Knitsch) | 3:13,50    |
| 6     | LT DSHS Köln (H. Wandel, Thorsten Knöpker, Thomas Wagner, Alexander Kuhnert)                  | 3:13,59    |
| 7     | TV Wattenscheid 01 (Stephan Striezel, Andre Volkmann, Matthias Franke, Robert Kurnicki)       | 3:13,60    |
| 8     | TSV Bayer 04 Leverkusen II (Lars Kausch, Daniel Zimmer, Rüdiger Klingeler, René Oblong)       | 3:13,70    |

Datum: 29. Juni

### 4 × 800 m Staffel
| Platz | Verein, Besetzung                                                                   | Zeit (min) |
| ----- | ----------------------------------------------------------------------------------- | ---------- |
| 1     | LAC Quelle Fürth/München (Thomas Dietrich, Joachim Dehmel, Dirk Heinze, Darko Leo)  | 7:23,28    |
| 2     | LAG Mittlere Isar (Stefan Millitzer, Stephan Eberle, German Hehn, Oliver Daum)      | 7:26,10    |
| 3     | ART Düsseldorf (Mausfeld, Jens Bergmann, Frank van Thiel, Imran Sillah)             | 7:29,40    |
| 4     | LG Karlsruhe (Thorsten Hauck, Daniel Wullings, Bernhard Mück, Daniel Holzinger)     | 7:30,10    |
| 5     | SV Saar 05 Saarbrücken (Brüning, Lothar Altmeyer, Alexander Bick, Marc Brede)       | 7:33,08    |
| 6     | LC Paderborn (Krusemark, Carsten Wenthaus, Michael Kluwe, Thorsten Kühn)            | 7:33,78    |
| 7     | TG Heilbronn (Marcel Feyrer, Michael Häffner, Patrick Sewell, Jürgen Siegele)       | 7:36,44    |
| 8     | TuS Köln rrh. 1874 (Joachim Zeidler, Rana Bhattacharjee, Lars Jucken, Tilmann Beck) | 7:39,04    |

Datum: 6. Juli
fand in Lüdenscheid im Rahmen der Deutschen Jugendmeisterschaften statt

### 4 × 1500-m-Staffel
| Platz | Verein, Besetzung                                                                                | Zeit (min) |
| ----- | ------------------------------------------------------------------------------------------------ | ---------- |
| 1     | OSC Berlin (Jan Hebecker, Thomas Stoffer, Torsten Herwig, Steffen Teichmann)                     | 15:23,42   |
| 2     | ASV Köln (Gerd Schäfer, Manfred Wollersheim, Oliver Klug, Mirko Döring)                          | 15:28,00   |
| 3     | LAC Quelle Fürth/München (Joachim Dehmel, Embaye Hedrit, Sebastian Hallmann, Christian Knoblich) | 15:28,52   |
| 4     | LG Braunschweig (Rohrer, Tobias Pollmann, Jörn Wagner, Christoph Meyer)                          | 15:29,40   |
| 5     | Eintracht Frankfurt (Ralf Schröder, Patrick Schellhammer, Florian Hild, Oliver Grund)            | 15:29,82   |
| 6     | LG Ratio Münster (Michael Schmitt, Stephan Plätzer, Dominique Löser, Michael Fietz)              | 15:33,80   |
| 7     | SSV Ulm 1846 (Michael Lichtlein, Stephan Ziefle, Urs Laubender, Manfred Karg)                    | 15:48,60   |
| 8     | LG Olympia Dortmund (Jens Wilky, Lars Hunold, Karsten Hilleringmann, Ansgar Lenfers)             | 15:55,50   |

Datum: 6. Juli
fand in Lüdenscheid im Rahmen der Deutschen Jugendmeisterschaften statt

### 20-km-Gehen
| Platz | Athlet, Verein                           | Zeit (h) |
| ----- | ---------------------------------------- | -------- |
| 1     | Robert Ihly (LG Offenburg)               | 1:21:40  |
| 2     | Nischan Daimer (Werder Bremen)           | 1:23:24  |
| 3     | Axel Noack (OSC Berlin)                  | 1:26:59  |
| 4     | Denis Trautmann (LGV Gleina)             | 1:27:42  |
| 5     | Thorsten Herbst (MTV Lübeck)             | 1:28:02  |
| 6     | Michael Lohse (LAC Quelle Fürth/München) | 1:28:19  |
| 7     | Mike Trautmann (LGV Gleina)              | 1:29:01  |
| 8     | Andreas Höntsch (TSV Dresden)            | 1:29:05  |

Datum: 28. Juni

### 20-km-Gehen, Mannschaftswertung
| Platz | Verein, Besetzung                                                            | Zeit (h) |
| ----- | ---------------------------------------------------------------------------- | -------- |
| 1     | LGV Gleina (Denis Trautmann, Mike Trautmann, Markus Heft)                    | 4:30:25  |
| 2     | LAC Quelle Fürth/München I (Michael Lohse, Peter Zanner, Ralf Rose)          | 4:30:52  |
| 3     | Berliner SC (Denis Erkic, Volker Umlauft, Maik Berger)                       | 4:41:16  |
| 4     | TSV Dresden (Andreas Höntsch, Sten Reichel, Matthias Kieb)                   | 4:43:25  |
| 5     | ASV Erfurt (Ronald Papst, Carsten Roland, Karsten Staedler)                  | 4:47:03  |
| 6     | OSC Berlin (Axel Noack, Volkmar Scholz, Andreas Klose)                       | 4:49:93  |
| 7     | LAC Quelle Fürth/München II (Denis Franke, Hardy Koschollek, Alfons Schwarz) | 4:57:58  |

Datum: 28. Juni
nur 7 Teams in der Wertung

### 50-km-Gehen
| Platz | Athlet, Verein                           | Zeit (h) |
| ----- | ---------------------------------------- | -------- |
| 1     | Thomas Wallstab (LG Offenburg)           | 5:51:44  |
| 2     | Axel Noack (OSC Berlin)                  | 3:55:25  |
| 3     | Denis Franke (LAC Quelle Fürth/München)  | 4:08:19  |
| 4     | Steffen Borsch (Kali Wolmirstedt)        | 4:14:52  |
| 5     | Volkmar Scholz (OSC Berlin)              | 4:19:38  |
| 6     | Michael Lohse (LAC Quelle Fürth/München) | 4:20:55  |
| 7     | Markus Heft (LGV Gleina)                 | 4:21:26  |
| 8     | Toni Lenhard (LG Boppard-Bad Slalzig)    | 4:27:15  |

Datum: 25. Mai
fand in Naumburg (Saale) statt

### 50-km-Gehen, Mannschaftswertung
| Platz | Verein, Besetzung                                                      | Zeit (h) |
| ----- | ---------------------------------------------------------------------- | -------- |
| 1     | OSC Berlin (Axel Noack, Volkmar Scholz, Andreas Klose)                 | 13:06:33 |
| 2     | LAC Quelle Fürth/München (Denis Franke, Michael Lohse, Alfons Schwarz) | 13:06:48 |

Datum:25. Mai
fand in Naumburg (Saale) statt
nur 2 Teams in der Wertung

### Hochsprung
| Platz | Athlet, Verein                              | Höhe (m) |
| ----- | ------------------------------------------- | -------- |
| 1     | Martin Buß (LAC Halensee Berlin)            | 2,28     |
| 2     | Christian Rhoden (TSV Bayer 04 Leverkusen)  | 2,25     |
| 3     | Toni Riepl (LAC Quelle Fürth/München)       | 2,18     |
| 4     | Ralf Salzmann (TSV Bayer 04 Leverkusen)     | 2,18     |
| 5     | Roman Fricke (Werder Bremen)                | 2,18     |
| 6     | Vladimir Kornienko (LG Baunatal/ACT Kassel) | 2,14     |
| 7     | Markus Portscher (TG Würzburg)              | 2,14     |
| 8     | Stefan Mett (TG Heilbronn)                  | 2,14     |

Datum: 29. Juni

### Stabhochsprung
| Platz | Athlet, Verein                           | Höhe (m) |
| ----- | ---------------------------------------- | -------- |
| 1     | Tim Lobinger (LT DSHS Köln)              | 5,70     |
| 2     | Werner Holl (LG VfB/Kickers Stuttgart)   | 5,50     |
| 3     | Michael Stolle (TSV Bayer 04 Leverkusen) | 5,50     |
| 3     | Andrei Tivontschik (LAZ Zweibrücken)     | 5,50     |
| 5     | Danny Ecker (TSV Bayer 04 Leverkusen)    | 5,40     |
| 5     | Edward Klaus (TSV Bayer 04 Leverkusen)   | 5,40     |
| 7     | Michael Kühnke (TSV Bayer 04 Leverkusen) | 5,40     |
| 8     | Hendrik Hübner (TSV Bayer 04 Leverkusen) | 5,40     |

Datum: 28. Juni

### Weitsprung
| Platz | Athlet, Verein                                | Weite (m) |
| ----- | --------------------------------------------- | --------- |
| 1     | Thorsten Heide (TK Hannover)                  | 7,98      |
| 2     | Kofi Amoah Prah (Berliner SC)                 | 7,84      |
| 3     | Hans-Peter Lott (TV Heppenheim)               | 7,81      |
| 4     | Hans-Ulrich Mayer (MTG Mannheim)              | 7,71      |
| 5     | Holger Ullrich (LG Offenburg)                 | 7,63      |
| 6     | Marco Kummle (LG Offenburg)                   | 7,41      |
| 7     | Michael Hessek (SV Saar 05 Saarbrücken)       | 7,39      |
| 8     | Bernhard Schmidt (SV Salamander Kornwestheim) | 7,33      |

Datum: 29. Juni

### Dreisprung
| Platz | Athlet, Verein                            | Weite (m) |
| ----- | ----------------------------------------- | --------- |
| 1     | Charles Friedek (TSV Bayer 04 Leverkusen) | 17,34     |
| 2     | Volker Mai (SC Neubrandenburg)            | 16,67     |
| 3     | Silvio Retscher (LG Wedel-Pinneberg)      | 16,63     |
| 4     | Jens Schweitzer (Eintracht Frankfurt)     | 16,10     |
| 5     | Tobias Pöss (USC Mainz)                   | 16,00     |
| 6     | Wolfgang Knabe (OSC Damm)                 | 15,72     |
| 7     | Thomas Riethmüller (LC Paderborn)         | 15,46     |
| 8     | Toralf Grahmann (LAZ Bruchköbel)          | 15,10     |

Datum: 28. Juni

### Kugelstoßen
| Platz | Athlet, Verein                         | Weite (m) |
| ----- | -------------------------------------- | --------- |
| 1     | Oliver-Sven Buder (TV Wattenscheid 01) | 20,42     |
| 2     | Michael Mertens (LG Göttingen)         | 20,15     |
| 3     | Ole Hertel (LAC Halensee Berlin)       | 19,28     |
| 4     | Andy Dittmar (LG Ohra Hörsel)          | 19,19     |
| 5     | Jonny Reinhardt (TV Wattenscheid 01)   | 19,18     |
| 6     | Oliver Dück (LAC Quelle Fürth/München) | 18,67     |
| 7     | Detlef Bock (SC Magdeburg)             | 18,53     |
| 8     | Ralf Kahles (MTG Mannheim)             | 18,44     |

Datum: 28. Juni

### Diskuswurf
| Platz | Athlet, Verein                              | Weite (m) |
| ----- | ------------------------------------------- | --------- |
| 1     | Lars Riedel (LAC Chemnitz)                  | 69,48     |
| 2     | Andreas Seelig (USC Mainz)                  | 66,00     |
| 3     | Jürgen Schult (Schweriner SC)               | 64,80     |
| 4     | Michael Möllenbeck (SC Magdeburg)           | 62,60     |
| 5     | Olaf Többen (LAV Bayer Uerdingen/Dormagen)  | 60,90     |
| 6     | Michael Lischka (LG VfB/Kickers Stuttgart)  | 60,04     |
| 7     | Markus Tschiers (LAC Quelle Fürth/München)  | 59,60     |
| 8     | Marco Jakobs (LAV Bayer Uerdingen/Dormagen) | 58,58     |

Datum: 29. Juni

### Hammerwurf
| Platz | Athlet, Verein                                | Weite (m) |
| ----- | --------------------------------------------- | --------- |
| 1     | Heinz Weis (TSV Bayer 04 Leverkusen)          | 83,04     |
| 2     | Holger Klose (Eintracht Frankfurt)            | 77,64     |
| 3     | Karsten Kobs (LG Olympia Dortmund)            | 77,12     |
| 4     | Claus Dethloff (TSV Bayer 04 Leverkusen)      | 75,42     |
| 5     | Kay Maybach (TSV Bayer 04 Leverkusen)         | 75,22     |
| 6     | Thomas Neumann (LAV Bayer Uerdingen/Dormagen) | 73,76     |
| 7     | Alexander Sporrer (LAC Quelle Fürth/München)  | 73,76     |
| 8     | Steffen Burdack (OSC Berlin)                  | 70,80     |

Datum: 29. Juni

### Speerwurf
| Platz | Athlet, Verein                                | Weite (m) |
| ----- | --------------------------------------------- | --------- |
| 1     | Boris Henry (SV Saar 05 Saarbrücken)          | 88,06     |
| 2     | Peter Blank (Eintracht Frankfurt)             | 82,74     |
| 3     | Andreas Linden (LAV Bayer Uerdingen/Dormagen) | 81,36     |
| 4     | Peter Esenwein (SV Salamander Kornwestheim)   | 80,54     |
| 5     | Stefan König (LG Ratio Münster)               | 74,90     |
| 6     | Daniel Daub (TV Hostenbach)                   | 73,38     |
| 7     | Christian Fusenig (LG DJK Erbach/St.Ingbert)  | 73,12     |
| 8     | Peter Mühleis (TS Göppingen)                  | 72,78     |

Datum: 28. Juni

### Zehnkampf
| Platz | Athlet, Verein                            | Leistung (Pkte) |
| ----- | ----------------------------------------- | --------------- |
| 1     | Mike Maczey (TSV Böklund)                 | 7910            |
| 2     | Martin Otte (LT DSHS Köln)                | 7862            |
| 3     | Thomas Görz (LG Kindelsberg Kreuztal)     | 7851            |
| 4     | Christof Reuber (TSV Bayer 04 Leverkusen) | 7830            |
| 5     | Florian Schönbeck (VfL Kaufering)         | 7672            |
| 6     | Gerald Bayer (LG Altmühl/Jura)            | 7600            |
| 7     | Georg Zwirner (TSV Bayer 04 Leverkusen)   | 7417            |
| 8     | Holger Loogen (SV Rot-Weiß Schlafhorst)   | 7284            |

Datum: 30./31. August
fand in Wesel statt

### Zehnkampf, Mannschaftswertung
| Platz | Verein, Besetzung                                                    | Leistung (Pkte) |
| ----- | -------------------------------------------------------------------- | --------------- |
| 1     | TSV Bayer 04 Leverkusen (Christof Reuber, Philip Ibe, Georg Zwirner) | 22.943          |
| 2     | OSC Berlin I (Axel Sacharowitz, David Mewes, Gregor Neumann)         | 22.596          |
| 3     | VfL Kaufering (Florian Schönbeck, Jochen Hegewald, Wolfgang Hübl)    | 22.043          |
| 4     | LT DSHS Köln (Martin Otte, Holger Kemper, Jonas Nerl)                | 21.088          |
| 5     | Wiesbadener LV (Roland Clauss, Alexander Clauss, Michael Tecl)       | 20.923          |
| 6     | LG Sempt (Bruno Chirco, Ralf Wagner, Thomas Stewens)                 | 20.871          |
| 7     | OSC Berlin II (Christian Haase, Jochen Kohlhaas, Fabian Sacharowitz) | 20.452          |

Datum: 30./31. August
fand in Wesel statt

### CrosslaufMittelstrecke –3,3 km
| Platz | Athlet, Verein                            | Zeit (min) |
| ----- | ----------------------------------------- | ---------- |
| 1     | Michael Busch (LAC Veltins Hochsauerland) | 9:38       |
| 2     | Dominique Löser (LG Ratio Münster)        | 9:40       |
| 3     | Jirka Arndt (LG Potsdam)                  | 9:43       |
| 4     | Hartwig Potthin (LG Hohenfels)            | 9:44       |
| 5     | Ansgar Lenfers (LG Olympia Dortmund)      | 9:49       |
| 6     | Jörn Wagner (LG Braunschweig)             | 9:53       |
| 7     | Christoph Schöning (TV Wattenscheid 01)   | 9:53       |
| 8     | Klaus Brantsch (TV Gelnhausen)            | 9:57       |

Datum: 1./2. März
fand in Gotha statt

### CrosslaufMittelstrecke –3,3 km, Mannschaftswertung
| Platz | Verein, Besetzung                                                             | Platzziffer |
| ----- | ----------------------------------------------------------------------------- | ----------- |
| 1     | LG Ratio Münster (Dominique Löser, Heiko Schulze, Michael Schmitt)            | 042         |
| 2     | LG Braunschweig (Jörn Wagner, Dirk Loose, Krause)                             | 055         |
| 3     | SSV Ulm 1846 (Manfred Karg, Urs Laubender, Stephan Ziefle)                    | 067         |
| 4     | SVO Leichtathletik Germaringen (Michael Römer, Markus Seiler, Richard Negele) | 067         |
| 5     | LG Olympia Dortmund (Ansgar Lenfers, Markus Kuhlmann, Karsten Hilleringmann)  | 082         |
| 6     | LG Potsdam (Jirka Arndt, Wienigk, O. Beyer)                                   | 092         |
| 7     | TuS Köln rrh. 1874 (Lars Jucken, Rana Bhattacharjee, Tilmann Beck)            | 125         |
| 8     | SV Saar 05 Saarbrücken (Dirk Altmeyer, Marcus Brede, Bick)                    | 134         |

Datum: 1./2. März
fand in Gotha statt

### CrosslaufLangstrecke –9,7 km
| Platz | Athlet, Verein                           | Zeit (min) |
| ----- | ---------------------------------------- | ---------- |
| 1     | Dieter Baumann (TSV Bayer 04 Leverkusen) | 28:28      |
| 2     | Rainer Wachenbrunner (LG Nike Berlin)    | 29:16      |
| 3     | Christian Fischer (LG Wipperfürth)       | 29:20      |
| 4     | Martin Block (TSV Bayer 04 Leverkusen)   | 29:34      |
| 5     | Rainer Huth (LG Braunschweig)            | 29:35      |
| 6     | Steffen Dittmann (TuS Solbad Ravensberg) | 29:36      |
| 7     | Uwe König (LG Nike Berlin)               | 29:37      |
| 8     | André Green (LG Wedel-Pinneberg)         | 29:44      |

Datum: 1./2. März
fand in Gotha statt

### CrosslaufLangstrecke –9,7 km, Mannschaftswertung
| Platz | Verein, Besetzung                                                               | Platzziffer |
| ----- | ------------------------------------------------------------------------------- | ----------- |
| 1     | TSV Bayer 04 Leverkusen (Dieter Baumann, Martin Block, Heinz-Bernd Bürger)      | 017         |
| 2     | LG Nike Berlin (Rainer Wachenbrunner, Uwe König, Jan Diekow)                    | 025         |
| 3     | LG Wedel-Pinneberg (André Green, Uwe Schimkus, Matthias Luck)                   | 060         |
| 4     | Korschenbroicher LC (Bremer, Robert Langfeld, Peter Kühne), Peter Kühne         | 060         |
| 5     | LG Braunschweig (Rainer Huth, Jörn Wagner, Mario Burger)                        | 068         |
| 6     | ABC Ludwigshafen (Dirk Conrad, Markus Rudolphi, Henry Conrad)                   | 099         |
| 7     | LG Kirchdorf / Egestorf (Markus Pinpank, Heinrich Drees, Frank Mäusner)         | 101         |
| 8     | LAV Bayer Uerdingen/Dormagen (Holger Ahrenberg, Frank Schnabel, Oliver Seifert) | 111         |

Datum: 1./2. März
fand in Gotha statt

### Berglauf–9,5 km
| Platz | Athlet, Verein                             | Zeit (min) |
| ----- | ------------------------------------------ | ---------- |
| 1     | Thomas Greger (ABC Ludwigshafen)           | 39:12      |
| 2     | Ulrich Steidl (SSC Hanau-Rodenbach)        | 39:40      |
| 3     | Dr. Michael Scheytt (TG Viktoria Augsburg) | 40:15      |
| 4     | Philipp Kehl (SVO Germaringen)             | 40:31      |
| 5     | Carsten Arndt (SSC Hanau-Rodenbach)        | 40:32      |
| 6     | Martin Sambale (SVO Germaringen)           | 41:20      |
| 7     | Dirk Debertin (SG Walldorf Astoria 1902)   | 41:39      |
| 8     | Christian Schönberger (DJK Gleiritsch)     | 41:45      |

Datum: 17. Mai
fand in Bühlertal im Schwarzwald statt

### Berglauf–9,5 km, Mannschaftswertung
| Platz | Verein, Besetzung                                                       | Platzziffer |
| ----- | ----------------------------------------------------------------------- | ----------- |
| 1     | SVO Germaringen (Philipp Kehl, Martin Sambale, Markus Seiler)           | 022         |
| 2     | SG Adelsberg (Heiko Schinkitz, Andre Singer, Axel Petzsch)              | 041         |
| 3     | SSC Hanau/Rodenbach (Ulrich Steidl, Carsten Arndt, Sascha Arndt)        | 054         |
| 4     | TG Viktoria Augsburg (Dr. Michael Scheytt, Helmut Strobl, Josef Oefele) | 055         |
| 5     | LT Furtwangen (Guido Dold, Winfried Thurner, Matthias Strunz)           | 083         |
| 6     | LG Allgäu (Michael Lingg, Michael Erlitz, Leipner)                      | 110         |
| 7     | SV Waldkirch (Gerd Hermle, Albrecht Magelhaes, Albrecht Kern)           | 121         |
| 8     | CVJM SG Dillenburg (Brandenburger, Michael Welsch, Kreft)               | 129         |

Datum: 17. Mai
fand in Bühlertal im Schwarzwald statt

## Meisterschaftsresultate Frauen

### 100 m
| Platz | Athletin, Verein                        | Zeit (s) |
| ----- | --------------------------------------- | -------- |
| 1     | Andrea Philipp (LG Olympia Dortmund)    | 11,33    |
| 2     | Melanie Paschke (TV Wattenscheid 01)    | 11,34    |
| 3     | Esther Möller (LG Olympia Dortmund)     | 11,51    |
| 4     | Gabi Rockmeier (LAG Mittlere Isar)      | 11,55    |
| 5     | Birgit Rockmeier (LAG Mittlere Isar)    | 11,63    |
| 6     | Shanta Ghosh (LG DJK Erbach/St.Ingbert) | 11,65    |
| 7     | Silke-Beate Knoll (LG Olympia Dortmund) | 11,82    |
| 8     | Marion Wagner (USC Mainz)               | 11,83    |

Datum: 28. Juni
Wind: −1,1 m/s

### 200 m
| Platz | Athletin, Verein                        | Zeit (s) |
| ----- | --------------------------------------- | -------- |
| 1     | Grit Breuer (OSC Berlin)                | 22,73    |
| 2     | Andrea Philipp (LG Olympia Dortmund)    | 22,75    |
| 3     | Melanie Paschke (TV Wattenscheid 01)    | 22,81    |
| 4     | Gabi Rockmeier (LAG Mittlere Isar)      | 23,07    |
| 5     | Birgit Rockmeier (LAG Mittlere Isar)    | 23,11    |
| 6     | Shanta Ghosh (LG DJK Erbach/St.Ingbert) | 23,15    |
| 7     | Anke Feller (TSV Bayer 04 Leverkusen)   | 23,31    |
| 8     | Nancy Kette (Erfurter LAC)              | 23,88    |

Datum: 29. Juni
Wind: −1,3 m/s

### 400 m
| Platz | Athletin, Verein                            | Zeit (s) |
| ----- | ------------------------------------------- | -------- |
| 1     | Grit Breuer (OSC Berlin)                    | 51,07    |
| 2     | Anja Rücker (TuS Jena)                      | 51,51    |
| 3     | Uta Rohländer (SV Halle)                    | 52,06    |
| 4     | Anke Feller (TSV Bayer 04 Leverkusen)       | 52,24    |
| 5     | Claudia Angerhausen (Rumelner TV)           | 52,88    |
| 6     | Florence Ekpo-Umoh (LG Baunatal/ACT Kassel) | 52,92    |
| 7     | Karin Janke (VfL Wolfsburg)                 | 53,23    |
| 8     | Nicole Marahrens (TV Stadtoldendorf)        | 54,84    |

Datum: 28. Juni

### 800 m
| Platz | Athletin, Verein                           | Zeit (min) |
| ----- | ------------------------------------------ | ---------- |
| 1     | Linda Kisabaka (TSV Bayer 04 Leverkusen)   | 2:00,52    |
| 2     | Norma Schimmer (OSC Berlin)                | 2:02,86    |
| 3     | Marlies Hartlieb (OSC Berlin)              | 2:03,06    |
| 4     | Steffi Kallensee (Eintracht Frankfurt)     | 2:03,91    |
| 5     | Ivonne Teichmann (SC Magdeburg)            | 2:04,54    |
| 6     | Simone Beutelsbacher (VfL Sindelfingen)    | 2:05,01    |
| 7     | Peggy Müller (LAC Quelle Fürth/München)    | 2:05,87    |
| 8     | Kristina Heike Terheiden (LG Braunschweig) | 2:06,55    |

Datum: .28 Juni

### 1500 m
| Platz | Athletin, Verein                       | Zeit (min) |
| ----- | -------------------------------------- | ---------- |
| 1     | Sylvia Kühnemund (SV Halle)            | 4:11,21    |
| 2     | Anne Bruns (LAV Meppen)                | 4:11,83    |
| 3     | Luminita Zaituc (LG Braunschweig)      | 4:12,02    |
| 4     | Steffi Kallensee (Eintracht Frankfurt) | 4:12,27    |
| 5     | Carmen Wüstenhagen (LG Nike Berlin)    | 4:12,43    |
| 6     | Dörte Köster (SC Empor Rostock)        | 4:16,45    |
| 7     | Doreen Walter (LAC Chemnitz)           | 4:18,75    |
| 8     | Heike Frantz (LG Hammer Park Hamburg)  | 4:22,59    |

Datum: 29. Juni

### 5000 m
| Platz | Athletin, Verein                         | Zeit (min) |
| ----- | ---------------------------------------- | ---------- |
| 1     | Kristina da Fonseca-Wollheim (SV Halle)  | 15:16,85   |
| 2     | Luminita Zaituc (LG Braunschweig)        | 15:35,00   |
| 3     | Kathrin Weßel, geb. Ullrich (OSC Berlin) | 15:44,81   |
| 4     | Dörte Köster (SC Empor Rostock)          | 15:46,13   |
| 5     | Irina Mikitenko (TV Gelnhausen)          | 15:48,81   |
| 6     | Melanie Kraus (TSV Bayer 04 Leverkusen)  | 15:54,02   |
| 7     | Christiane Soeder (ASV Köln)             | 16:28,00   |
| 8     | Claudia Lenz (LAC Quelle Fürth/München)  | 16:28,58   |

Datum: 28. Juni

### 10.000 m
| Platz | Athletin, Verein                               | Zeit (min) |
| ----- | ---------------------------------------------- | ---------- |
| 1     | Sonja Krolik (TSV Bayer 04 Leverkusen)         | 32:39,50   |
| 2     | Luminita Zaituc (LG Braunschweig)              | 32:41,03   |
| 3     | Melanie Kraus (TSV Bayer 04 Leverkusen)        | 32:41,40   |
| 4     | Dörte Köster (SC Empor Rostock)                | 33:16,23   |
| 5     | Andrea Holzschuh (LAC Quelle Fürth/München)    | 33:19,38   |
| 6     | Tanja Kalinowski (ASC Rosellen/Neuss)          | 33:50,35   |
| 7     | Johanna Baumgartner (LAC Quelle Fürth/München) | 33:57,00   |
| 8     | Maren Östringer (TSG Wiesloch)                 | 34:11,92   |

Datum: 24. Mai
fand in Osnabrück statt
Die zunächst erstplatzierte Petra Wassiluk (32:27,06 min) wurde wegen überhöhter Koffein-Werte disqualifiziert.

### Halbmarathon
| Platz | Athletin, Verein                                            | Zeit (h) |
| ----- | ----------------------------------------------------------- | -------- |
| 1     | Birgit Jerschabek (ABC Ludwigshafen)                        | 1:14:28  |
| 2     | Tanja Kalinowski (ASC Rosellen/Neuss)                       | 1:15:13  |
| 3     | Manuela Veith (ABC Ludwigshafen)                            | 1:15:28  |
| 4     | Andrea Holzschuh, geb. Fleischer (LAC Quelle Fürth/München) | 1:15:38  |
| 5     | Petra Maak, geb. Sander (ASC Rosellen/Neuss)                | 1:15:49  |
| 6     | Dörte Köster (SC Empor Rostock)                             | 1:16:20  |
| 7     | Anke Laws (USV Cottbus)                                     | 1:16:42  |
| 8     | Katrin Engelen (LG Bäderkreis)                              | 1:16:49  |

Datum: 2. März
fand in Neustadt in Holstein statt

### Halbmarathon, Mannschaftswertung
| Platz | Verein, Besetzung                                                                  | Zeit (h) |
| ----- | ---------------------------------------------------------------------------------- | -------- |
| 1     | ASC Rosellen/Neuss I (Tanja Kalinowski, Petra Maak – geb. Sander, Stefanie Soeder) | 3:50:09  |
| 2     | ABC Ludwigshafen (Birgit Jerschabek, Manuela Veith, Saskia Jeck)                   | 3:50:12  |
| 3     | LAC Quelle Fürth/München (Andrea Holzschuh, Johanna Baumgartner, Birgit Sonntag)   | 3:56:11  |
| 4     | ASC Rosellen/Neuss II (B. Schmidt, Martina Zentis, Angelika Olschowski)            | 4:13:06  |
| 5     | TV DB Bremen (Rebecka Weise-Jung, Petra Liebertz, Christiane Golenia)              | 4:13:38  |
| 6     | LG Wilhelmshaven (Victoria Willcox, Christiane Spallek, Gudrun Kubeja-Böhme)       | 4:23:30  |
| 7     | LG Nürnberg (Renate Grimm, Lieselotte Neumann, Rita Schober)                       | 4:24:14  |
| 8     | LG Osnabrück (Hannelore Horst, Stöckmann, Petra Sackmann)                          | 4:29:47  |

Datum: 2. März
fand in Neustadt in Holstein statt

### Marathon
| Platz | Athletin, Verein                             | Zeit (h) |
| ----- | -------------------------------------------- | -------- |
| 1     | Petra Maak, geb. Sander (ASC Rosellen/Neuss) | 2:43:01  |
| 2     | Katharina Kaufmann (LG Regensburg)           | 2:44:26  |
| 3     | Ulrike Hoeltz (LSG Karlsruhe)                | 2:47:29  |
| 4     | Birgit Lennartz-Lohrengel (LLG St. Augustin) | 2:47:41  |
| 5     | Sophie Berkmiller (LG Regensburg)            | 2:49:36  |
| 6     | Hildegard Mockenhaupt (LG Sieg)              | 2:50:27  |
| 7     | Traudi Haselbeck (TV Geiselhöring 1862)      | 2:51:35  |
| 8     | Daniela Arndt (LG Regensburg)                | 2:52:04  |

Datum: 4. Mai
fand in Regensburg statt

### Marathon, Mannschaftswertung
| Platz | Verein, Besetzung                                                                  | Zeit (h) |
| ----- | ---------------------------------------------------------------------------------- | -------- |
| 1     | LG Regensburg (Katharina Kaufmann, Sophie Berkmiller, Daniela Arndt)               | 8:26:06  |
| 2     | LLG St. Augustin (Birgit Lennartz-Lohrengel, Nicole Kresse, Anke Drescher)         | 8:51:31  |
| 3     | ASC Rosellen/Neuss (Petra Maak – geb. Sander, Martina Zentis, Angelika Olschowski) | 8:57:26  |
| 4     | LTF Marpingen (Ursula Weiersbach, Tanja Schäfer, Angelika Warken)                  | 9:09:19  |
| 5     | TV Geiselhöring 1862 (Traudl Haselbeck, Heidemarie Staller-Willer, Gertrud Jäger)  | 9:12:21  |
| 6     | LG Sieg (Hildegard Mockenhaupt, Kornelia Elsen, Heike Schürbusch)                  | 9:15:00  |
| 7     | Eichenkreuz Schwaikheim (Gudrun Rüth, Helma Pabst, Angelika Pfleiderer)            | 9:42:03  |
| 8     | LG Nürnberg (Rita Schober, Karin Kaulmann, Renate Bauer)                           | 9:56:02  |

Datum: 4. Mai
fand in Regensburg statt

### 100-km-Straßenlauf
| Platz | Athletin, Verein                             | Zeit (h) |
| ----- | -------------------------------------------- | -------- |
| 1     | Birgit Lennartz-Lohrengel (LLG St. Augustin) | 7:57:03  |
| 2     | Anke Drescher (LLG St. Augustin)             | 8:21:20  |
| 3     | Elke Hiebl (WSV Skadi Bodenmais)             | 8:22:53  |
| 4     | Iris Reuter (SSC Hanau-Rodenbach)            | 8:27:41  |
| 5     | Katharina Janicke (SSC Hanau-Rodenbach)      | 9:05:16  |
| 6     | Gisela König (SG Hutschenreuther-Selb)       | 9:10:48  |
| 7     | Helga Backhaus (LG Nord Berlin)              | 9:16:16  |
| 8     | Gudrun Müller (IGL Reutlingen 1983)          | 9:34:15  |

Datum: 16. August
fand in Leipzig statt

### 100-km-Straßenlauf, Mannschaftswertung
| Platz | Verein, Besetzung                                                     | Zeit (h) |
| ----- | --------------------------------------------------------------------- | -------- |
| 1     | SSC Hanau/Rodenbach (Iris Reuter, Katharina Janicke, Anna Dyck)       | 27:59:19 |
| 2     | LG Nord Berlin (Helga Backhaus, Heike Pawzik, Bettina Wittpahl-Haupt) | 31:51:26 |

Datum: 16. August
fand in Leipzig statt
nur 2 Mannschaften in der Wertung

### 100 m Hürden
| Platz | Athletin, Verein                        | Zeit (s) |
| ----- | --------------------------------------- | -------- |
| 1     | Mona Steigauf (USC Mainz)               | 13,01    |
| 2     | Sabine Braun (TV Wattenscheid 01)       | 13,19    |
| 3     | Caren Sonn (MTG Mannheim)               | 13,22    |
| 4     | Ingeborg Leschnik (LT DSHS Köln)        | 13,27    |
| 5     | Peggy Beer (LAC Halensee Berlin)        | 13,34    |
| 6     | Ulrike Schlechtweg (TSG Gießen-Wieseck) | 13,57    |
| 7     | Regina Ahlke (LC Paderborn)             | 13,58    |
| 8     | Andrea Thirtey (LAZ Mönchengladbach)    | 13,71    |

Datum: 29. Juni
Wind: −1,1 m/s

### 400 m Hürden
| Platz | Athletin, Verein                           | Zeit        |
| ----- | ------------------------------------------ | ----------- |
| 1     | Silvia Rieger (TuS Eintracht Hinte)        | 0055,21 s00 |
| 2     | Gesine Schmidt (ATS Cuxhaven)              | 0056,30 s00 |
| 3     | Ulrike Ahlborn (TSG Bergedorf)             | 0056,45 s00 |
| 4     | Karla Faulhaber (LG Dresdner SC)           | 0057,39 s00 |
| 5     | Daniela Graiani (LAC Quelle Fürth/München) | 0058,69 s00 |
| 6     | Elena Böhler (TV Wehr)                     | 0059,20 s00 |
| 7     | Claudia Jung (LG Dresdner SC)              | 0059,33 s00 |
| 8     | Anja Höcke (LG Olympia Dortmund)           | 1:00,15 min |

Datum: 28. Juni

### 4 × 100 m Staffel
| Platz | Verein, Besetzung                                                                          | Zeit (s) |
| ----- | ------------------------------------------------------------------------------------------ | -------- |
| 1     | LG Olympia Dortmund (Katja Seidel, Esther Möller, Silke-Beate Knoll, Andrea Philipp)       | 43,84    |
| 2     | LAG Mittlere Isar (Birgit Freihuber, Gabi Rockmeier, Birgit Rockmeier, Susanne Wacker)     | 44,18    |
| 3     | TV Wattenscheid 01 (Melanie Paschke, Silke Eichmann, Carmen Bertmaring, Sabine Braun)      | 44,36    |
| 4     | USC Mainz (Sophia Schulte, Ulrike Holzner, Mona Steigauf, Marion Wagner)                   | 44,64    |
| 5     | OSC Berlin (Nadja Hack, Grit Breuer, Jana Schönenberger, Anja Schmitz)                     | 44,87    |
| 6     | LT DSHS Köln (Katrin Blankenburg, Sandra Görigk, Ingeborg Leschnik, Melanie Chrzan)        | 44,98    |
| 7     | LG DJK Erbach/St.Ingbert (Janine Flick, Shanta Ghosh, Sabine Bauer, Sandra Abel)           | 45,44    |
| 8     | SG Gomaringen/Pliezhausen (Katharina Schänzlin, Nicole Hujer, Alice Reuss, Dinah Hoffmann) | 47,30    |

Datum: 28. Juni

### 4 × 400 m Staffel
| Platz | Verein, Besetzung                                                                          | Zeit (min) |
| ----- | ------------------------------------------------------------------------------------------ | ---------- |
| 1     | OSC Berlin (Norma Schimmer, Nadja Hack, Jana Schönenberger, Marlies Hartlieb)              | 3:35,05    |
| 2     | TSV Bayer 04 Leverkusen (Broich, Aysel Kadioglu, Anke Feller, Linda Kisabaka)              | 3:35,22    |
| 3     | LG Dresdner SC (Susanne Merkel, Berit Bauer, Claudia Jung, Karla Faulhaber)                | 3:37,84    |
| 4     | LG Olympia Dortmund (Sabine Köhler, Anja Höcke, Saskia Dickhaut, Andrea Bornscheuer)       | 3:39,61    |
| 5     | LAC Quelle Fürth/München (Daniela Struckmeier, Elke Dietel, Daniela Graiani, Peggy Müller) | 3:41,08    |
| 6     | LG Sempt (Christine Huber, Sabine Schwarz, Kathrin Schroeder, Sabine Smieja)               | 3:49,63    |
| 7     | SG Walldorf Astoria 1902 (Heike Claus, Anne-Gret Wöltge, Swee Lökken, Silke Müller)        | 3:50,16    |
| 8     | Eintracht Frankfurt (Gabriele Jungkeit, Bettina Busch, S. Schmid, Katja Müller)            | 3:51,52    |

Datum: 29. Juni

### 3 × 800 m Staffel
| Platz | Verein, Besetzung                                                            | Zeit (min) |
| ----- | ---------------------------------------------------------------------------- | ---------- |
| 1     | SV Halle (Uta Rohländer, Kristina da Fonseca-Wollheim, Sylvia Kühnemund)     | 6:17,38    |
| 2     | LG Braunschweig (Katrin Bröger, Kristina Terheiden, Luminita Zaituc)         | 6:20,48    |
| 3     | LAC Quelle Fürth/München (Karen Hartmann, Peggy Müller, Daniela Struckmeier) | 6:21,64    |
| 4     | OSC Berlin (Manuela Magarin, Norma Schimmer, Marlies Hartlieb)               | 6:31,54    |
| 5     | Eintracht Frankfurt (Bettina Busch, Katja Müller, Steffi Kallensee)          | 6:31,86    |
| 6     | ASV Köln (Maren Schott, Christiane Soeder, Andrea Karhoff)                   | 6:48,12    |
| 7     | LG Amper-Würm (Susanne Jacob, Bianca Meyer, Claudia Metzger)                 | 6:56,02    |
| 8     | LG Osnabrück (Silke Forthmann, Weiß, Corinne Gröne)                          | 7:04,16    |

Datum: 6. Juli
fand in Lüdenscheid im Rahmen der Deutschen Jugendmeisterschaften statt

### 5000-m-Bahngehen
| Platz | Athletin, Verein                                 | Zeit (min) |
| ----- | ------------------------------------------------ | ---------- |
| 1     | Beate Gummelt, geb. Anders (LAC Halensee Berlin) | 21:17,55   |
| 2     | Melanie Seeger (LG Potsdam)                      | 22:05,75   |
| 3     | Annett Arnberg (LAZ Leipzig)                     | 22:52,98   |
| 4     | Denise Friedenberger (LG Nike Berlin)            | 22:53,74   |
| 5     | Nicole Best (TV Groß-Gerau)                      | 23:48,85   |
| 6     | Winnie Eckhardt (LAZ Leipzig)                    | 24:59,06   |
| 7     | Nadja Wehling (Berliner SC)                      | 25:57,72   |
| 8     | Aina Mikrikow (LAV Bayer Uerdingen/Dormagen)     | 27:19,85   |

Datum: 28. Juni

### 10-km-Gehen
| Platz | Athletin, Verein                                 | Zeit (min) |
| ----- | ------------------------------------------------ | ---------- |
| 1     | Beate Gummelt, geb. Anders (LAC Halensee Berlin) | 43:24      |
| 2     | Kathrin Boyde (USC Freiburg)                     | 44:34      |
| 3     | Melanie Seeger (LG Potsdam)                      | 46:12      |
| 4     | Denise Friedenberger (LG Nike Berlin)            | 46:13      |
| 5     | Annett Arnberg (LAZ Leipzig)                     | 46:27      |
| 6     | Ute Vollmann (LAZ Leipzig)                       | 49:35      |
| 7     | Helge Will (OSC Berlin)                          | 49:37      |
| 8     | Nadja Wehling (Berliner SC)                      | 50:21      |

Datum:25. Mai
fand in Naumburg (Saale) statt

### 10-km-Gehen, Mannschaftswertung
| Platz | Verein, Besetzung                                               | Zeit (h) |
| ----- | --------------------------------------------------------------- | -------- |
| 1     | LAZ Leipzig (Annett Amberg, Ute Vollmann, Winnie Eckhardt)      | 2:28:02  |
| 2     | TV Groß-Gerau (Nicole Best, Dania Werner, Annelore Werner)      | 2:48:58  |
| 3     | LAV Bayer Uerdingen/Dormagen (Aina Mikrikow, Adam, T. Mikrikow) | 2:57:11  |

Datum:25. Mai
fand in Naumburg (Saale) statt
nur 3 Mannschaften in der Wertung

### Hochsprung
| Platz | Athletin, Verein                             | Höhe (m) |
| ----- | -------------------------------------------- | -------- |
| 1     | Heike Balck (Schweriner SC)                  | 1,96     |
| 2     | Alina Astafei (USC Mainz)                    | 1,96     |
| 3     | Amewu Mensah (TSV Bayer 04 Leverkusen)       | 1,88     |
| 4     | Daniela Rath (LAV Bayer Uerdingen/Dormagen)  | 1,88     |
| 5     | Birgit Kähler (LAV Bayer Uerdingen/Dormagen) | 1,88     |
| 6     | Andrea Baumert (LG Nike Berlin)              | 1,85     |
| 7     | Miriam Baer (LBV Phönix Lübeck)              | 1,85     |
| 8     | Mila Froberg (TSV Bayer 04 Leverkusen)       | 1,85     |

Datum: 28. Juni

### Stabhochsprung
| Platz | Athletin, Verein                                | Höhe (m) |
| ----- | ----------------------------------------------- | -------- |
| 1     | Andrea Müller (LAZ Zweibrücken)                 | 4,20     |
| 2     | Janet Zach (LC Cottbus)                         | 4,15     |
| 3     | Monika Götz (LAZ Würzburg)                      | 4,10     |
| 4     | Sabine Schulte (LG Bonn/Troisdorf/Niederkassel) | 4,05     |
| 5     | Daniela Köpernick (LG Potsdam)                  | 3,95     |
| 5     | Anastasija Ryzih (LAZ Zweibrücken)              | 3,95     |
| 7     | Christine Adams (TSV Bayer 04 Leverkusen)       | 3,95     |
| 8     | Annika Becker (LG Alheimer Rotenburg-Bebra)     | 3,95     |

Datum: 29. Juni

### Weitsprung
| Platz | Athletin, Verein                                | Weite (m) |
| ----- | ----------------------------------------------- | --------- |
| 1     | Susen Tiedtke (LG Hof)                          | 6,86      |
| 2     | Sabine Braun (TV Wattenscheid 01)               | 6,83      |
| 3     | Heike Drechsler, geb. Daute (Erfurter LAC)      | 6,75      |
| 4     | Mona Steigauf (USC Mainz)                       | 6,63      |
| 5     | Anke Görge (TSV Stadtallendorf)                 | 6,48      |
| 6     | Claudia Gerhardt (LAV Bayer Uerdingen/Dormagen) | 6,45      |
| 7     | Sophia Schulte (USC Mainz)                      | 6,41      |
| 8     | Michaela Frank (LAV Bayer Uerdingen/Dormagen)   | 6,10      |

Datum: 28. Juni

### Dreisprung
| Platz | Athletin, Verein                                    | Weite (m) |
| ----- | --------------------------------------------------- | --------- |
| 1     | Petra Lobinger, geb. Laux (TSV Bayer 04 Leverkusen) | 14,35     |
| 2     | Ramona Molzan (LAC Quelle Fürth/München)            | 13,58     |
| 3     | Nkechi Madubuko (TV Wattenscheid 01)                | 13,52     |
| 4     | Helga Radtke (LAC Quelle Fürth/München)             | 13,40     |
| 5     | Angela Barylla (TV Wattenscheid 01)                 | 13,22     |
| 6     | Sandra Stube (Berliner SC)                          | 13,20     |
| 7     | Nicole Herschmann (OSC Berlin)                      | 13,15     |
| 8     | Natascha Hillebrecht (LG Breisgau)                  | 13,01     |

Datum: 29. Juni

### Kugelstoßen
| Platz | Athletin, Verein                               | Weite (m) |
| ----- | ---------------------------------------------- | --------- |
| 1     | Astrid Kumbernuss (SC Neubrandenburg)          | 20,56     |
| 2     | Stephanie Storp (VfL Wolfsburg)                | 18,71     |
| 3     | Nadine Kleinert (SC Magdeburg)                 | 18,38     |
| 4     | Ines Wittich (TSV Bayer 04 Leverkusen)         | 18,02     |
| 5     | Grit Hammer (LAC Quelle Fürth/München)         | 17,88     |
| 6     | Ilona Beyer (SC Magdeburg)                     | 16,61     |
| 7     | Nadine Beckel (Schweriner SC)                  | 16,31     |
| 8     | Martina Greithanner (LAC Quelle Fürth/München) | 16,04     |

Datum: 28. Juni

### Diskuswurf
| Platz | Athletin, Verein                               | Weite (m) |
| ----- | ---------------------------------------------- | --------- |
| 1     | Franka Dietzsch (SC Neubrandenburg)            | 64,82     |
| 2     | Jana Lauren (LG Nike Berlin)                   | 61,34     |
| 3     | Anja Möllenbeck, geb. Gündler (SC Magdeburg)   | 58,36     |
| 4     | Simone Schmitt (SG Ludwigsburg)                | 56,94     |
| 5     | Kathleen Hering (LAZ Leipzig)                  | 52,64     |
| 6     | Martina Greithanner (LAC Quelle Fürth/München) | 52,20     |
| 7     | Marie-Luise Rütz (LG VfB/Kickers Stuttgart)    | 47,12     |
| 8     | Iris Waikinat (TSV Twiste)                     | 46,42     |

Datum: 28. Juni

### Hammerwurf
| Platz | Athletin, Verein                        | Weite (m) |
| ----- | --------------------------------------- | --------- |
| 1     | Simone Mathes (TSV Bayer 04 Leverkusen) | 61,98     |
| 2     | Kirsten Münchow (TuS Eintracht Minden)  | 61,24     |
| 3     | Inga Beyer (USC Mainz)                  | 60,58     |
| 4     | Susanne Keil (Eintracht Frankfurt)      | 60,22     |
| 5     | Bianca Achilles (TSV Hagen 1860)        | 57,38     |
| 6     | Tina Schäfer (MTG Mannheim)             | 56,98     |
| 7     | Andrea Bunjes (SV Holtland)             | 56,76     |
| 8     | Yvette Raabe (OSC Berlin)               | 56,58     |

Datum: 28. Juni

### Speerwurf
| Platz | Athletin, Verein                                   | Weite (m) |
| ----- | -------------------------------------------------- | --------- |
| 1     | Tanja Damaske (OSC Berlin)                         | 66,08     |
| 2     | Steffi Nerius (TSV Bayer 04 Leverkusen)            | 64,46     |
| 3     | Karen Forkel (SV Halle)                            | 64,16     |
| 4     | Silke Renk (SV Halle)                              | 62,42     |
| 5     | Silke Gast (LAC Quelle Fürth/München)              | 59,52     |
| 6     | Evi-Jeanette Völker (LAV Bayer Uerdingen/Dormagen) | 57,80     |
| 7     | Manuela Alizadeh (LAV Tübingen)                    | 57,70     |
| 8     | Dörthe Barby (LG Karlsruhe)                        | 57,64     |

Datum: 28. Juni

### Siebenkampf
| Platz | Athletin, Verein                           | Leistung (Pkte) |
| ----- | ------------------------------------------ | --------------- |
| 1     | Peggy Beer (LAC Halensee Berlin)           | 6300            |
| 2     | Heike Blassneck (LAC Quelle Fürth/München) | 6123            |
| 3     | Karin Specht (LAC Quelle Fürth/München)    | 6028            |
| 4     | Ulrike Schlechtweg (TSG Gießen-Wieseck)    | 5799            |
| 5     | Silke Knut (TSV Bayer 04 Leverkusen)       | 5709            |
| 6     | Sabine Smieja (LG Sempt)                   | 5651            |
| 7     | Gesine Schmidt (ATS Cuxhaven)              | 5620            |
| 8     | Micheline Borchert (Berliner SC)           | 5473            |

Datum: 30./31. August
fand in Wesel statt

### Siebenkampf, Mannschaftswertung
| Platz | Verein, Besetzung                                                        | Leistung (Pkte) |
| ----- | ------------------------------------------------------------------------ | --------------- |
| 1     | LAC Quelle Fürth/München (Heike Blassneck, Karin Specht, Heike Scholz)   | 17.105          |
| 2     | LG Sempt (Sabine Smieja, Sabine Schwarz, Katrin Schröder)                | 16.234          |
| 3     | USC Mainz (Kerstin Dörry, Ulrike Holzner, Hamburger)                     | 15.505          |
| 4     | VfL Wolfsburg (Gesine Knust, Sina Grünke, Marion Heinrich)               | 14.348          |
| 5     | TSV Bayer 04 Leverkusen (Silke Knut, Anke Straschewski, Yvonne Siermann) | 14.237          |

Datum: 30./31. August
fand in Wesel statt
nur 5 Mannschaften in der Wertung

### CrosslaufMittelstrecke
| Platz | Athletin, Verein                           | Zeit (min) |
| ----- | ------------------------------------------ | ---------- |
| 1     | Luminita Zaituc (LG Braunschweig)          | 10:54      |
| 2     | Kathrin Wolf (LAC Quelle Fürth/München)    | 11:13      |
| 3     | Steffi Kallensee (Eintracht Frankfurt)     | 11:25      |
| 4     | Elisabeth Hanner (Moerser V)               | 11:29      |
| 5     | Claudia Lenz (LAC Quelle Fürth/München)    | 11:31      |
| 6     | Annette Hüls (TSV Bayer 04 Leverkusen)     | 11:34      |
| 7     | Katja Steinmetz (TV Mannheim-Rheinau 1893) | 11:39      |
| 8     | Monika Liedtke (Berliner SV 1892)          | 11:41      |

Datum: 1./2. März
fand in Gotha statt

### CrosslaufMittelstrecke, Mannschaftswertung
| Platz | Verein, Besetzung                                                            | Platzziffer |
| ----- | ---------------------------------------------------------------------------- | ----------- |
| 1     | LAC Quelle Fürth/München (Kathrin Wolf, Claudia Lenz, Karen Hartmann)        | 016         |
| 2     | LG Braunschweig (Luminita Zaituc, Martina Leusmann, Katrin Bröger)           | 028         |
| 3     | LG Regensburg (Katharina Kaufmann, Sophie Berkmiller, Andrea Scharrer)       | 044         |
| 4     | LAG Mittlere Isar (Susanne Wildner, Susanne Falkenstein, Melanie Hohenester) | 057         |
| 5     | LAV Solingen (Wever, Krämer, Ulrike Grote)                                   | 072         |
| 6     | LG Wedel-Pinneberg (Verena Johannsen, Katja Liebler, Inga Westphalen)        | 088         |
| 7     | Post-SV Trier I (Caroline de Corbier, Bettina Moll, Petra Kolz)              | 090         |
| 8     | Post-SV Trier II (Antje Keller, Anna Siegfarth, Nicole Geisen)               | 104         |

Datum: 1./2. März
fand in Gotha statt

### CrosslaufLangstrecke –6,5 km
| Platz | Athletin, Verein                             | Zeit (min) |
| ----- | -------------------------------------------- | ---------- |
| 1     | Claudia Dreher (TSV Bayer 04 Leverkusen)     | 21:56      |
| 2     | Melanie Kraus (TSV Bayer 04 Leverkusen)      | 22:03      |
| 3     | Tanja Kalinowski (ASC Rosellen/Neuss)        | 22:24      |
| 4     | Petra Maak, geb. Sander (ASC Rosellen/Neuss) | 22:36      |
| 5     | Dörte Köster (SC Empor Rostock)              | 22:40      |
| 6     | Sonja Krolik (TSV Bayer 04 Leverkusen)       | 22:56      |
| 7     | Karen Friedrichsen (TSV Langenhorn)          | 23:02      |
| 8     | Michaela Möller (SV Holte)                   | 23:05      |

Datum: 1./2. März
fand in Gotha statt

### CrosslaufLangstrecke –6,5 km, Mannschaftswertung
| Platz | Verein, Besetzung                                                                | Platzziffer |
| ----- | -------------------------------------------------------------------------------- | ----------- |
| 1     | TSV Bayer 04 Leverkusen (Claudia Dreher, Melanie Kraus, Sonja Krolik)            | 09          |
| 2     | ASC Rosellen/Neuss (Tanja Kalinowski, Petra Maak – geb. Sander, Stefanie Soeder) | 22          |
| 3     | SV Saar 05 Saarbrücken I (Nicole Frank, Marion Herzog, Sandra Schwarz)           | 69          |
| 4     | SV Saar 05 Saarbrücken II (Heike Lottmann, Stefanie Mechenbier, Lühmann)         | 80          |

Datum: 1./2. März
fand in Gotha statt
nur 4 Teams in der Wertung

### Berglauf–9,5 km
| Platz | Athletin, Verein                               | Zeit (min) |
| ----- | ---------------------------------------------- | ---------- |
| 1     | Johanna Baumgartner (LAC Quelle Fürth/München) | 47:10      |
| 2     | Gudrun de Pay (TSV Trochtelfingen)             | 48:17      |
| 3     | Ellen Schöner (SSV Ulm 1846)                   | 48:52      |
| 4     | Sonja Ambrosy (LC Breisgau)                    | 49:17      |
| 5     | Britta Müller (VfL Freudenstadt)               | 49:40      |
| 6     | Anneliese Weber (TSV Mindelheim)               | 50:07      |
| 7     | Birgit Lennartz-Lohrengel (LLG St. Augustin)   | 50:15      |
| 8     | Ute Haarmann (SC Wenden)                       | 50:40      |

Datum: 17. Mai
fand in Bühlertal im Schwarzwald statt

### Berglauf–9,5 km, Mannschaftswertung
| Platz | Verein, Besetzung                                                                 | Platzziffer |
| ----- | --------------------------------------------------------------------------------- | ----------- |
| 1     | LC Breisgau (Sonja Ambrosy, Barbara Imgraben, Karin Steiger)                      | 041         |
| 2     | ASC Rosellen/Neuss (Stefanie Soeder, Ute Jenke, Birgit Behrendt)                  | 064         |
| 3     | LAC Quelle Fürth/München (Johanna Baumgartner, Ursula Schedel, Silke Hennersdorf) | 070         |
| 4     | LAV Solingen (Wever, Ulrike Grote, Bärbel Berghaus)                               | 077         |
| 5     | VfL Freudenstadt (Britta Müller, Helga Pfleider, Ingrid Scheder)                  | 083         |
| 6     | SV Waldkirch (Hermle, Martina Dahl, Lydia Löffler)                                | 098         |
| 7     | SSC Hanau/Rodenbach (Alexandra Bott, Ellen Körner, Katharina Janicke)             | 099         |
| 8     | DJK Schwäbisch Gmünd (Gabi Weiler, Ingrid Rosenfelder, Elke Peischl)              | 106         |

Datum: 17. Mai
fand in Bühlertal im Schwarzwald statt